# نیتو (بازیکن فوتبال، زاده ۱۹۳۳)
نیتو (انگلیسی: Nito؛ زادهٔ ۸ نوامبر ۱۹۳۳) بازیکن فوتبال است.